# Carnegie Hill

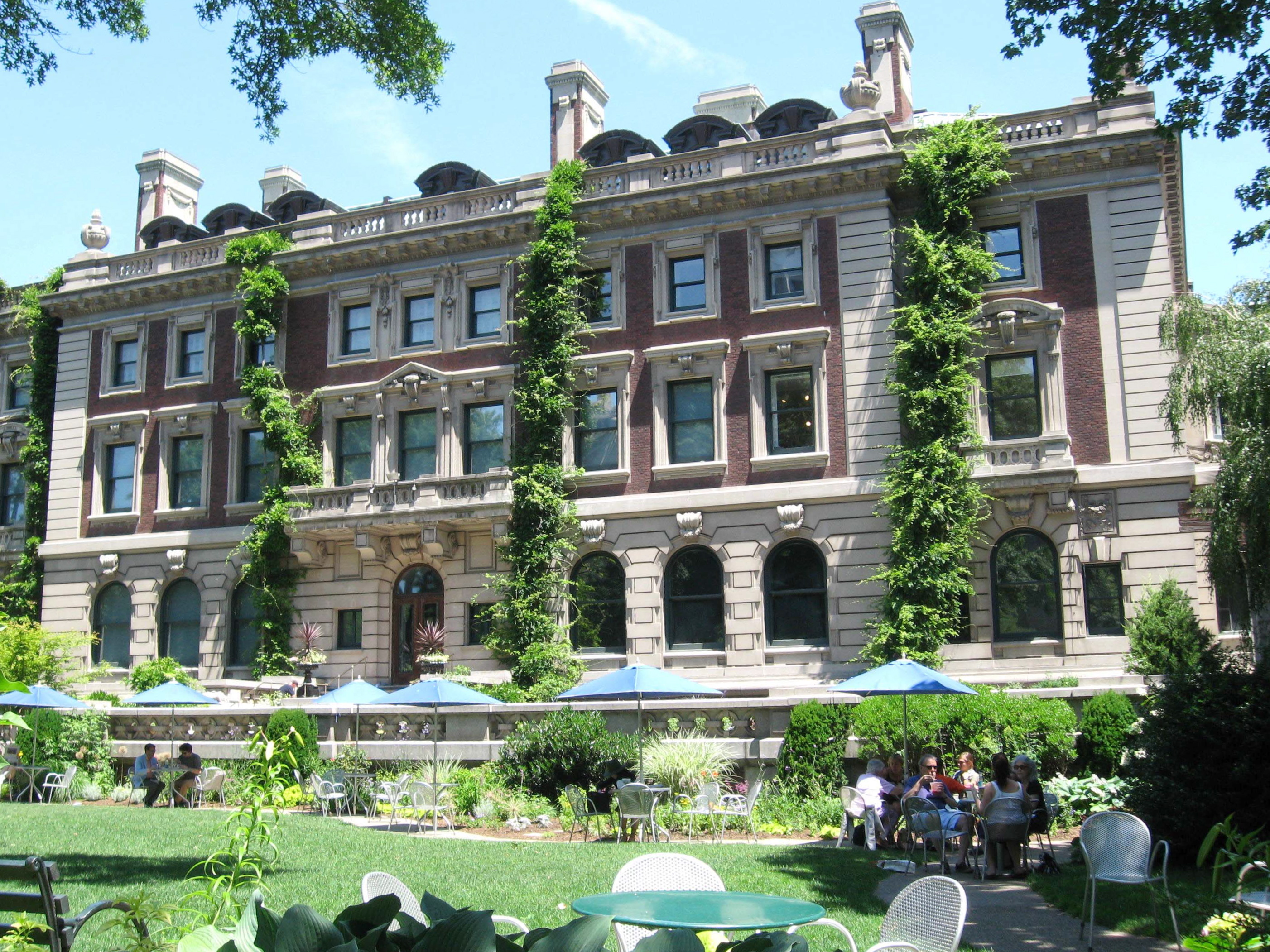
Das Herrenhaus von Andrew Carnegie, in dem heute das Cooper Hewitt Museum untergebracht ist

Carnegie Hill ist ein Viertel in der Upper East Side im Stadtbezirk Manhattan, New York City.

## Lage
Carnegie Hill erstreckt sich von der 86th Street im Süden zur 96th Street im Norden und von der Fifth Avenue bzw. Central Park im Westen zur Third Avenue im Osten. Von der 96th Street zur 98th Street erstreckt sich Carnegie Hill von der Fifth Avenue zur Park Avenue. Das Viertel ist Teil des Manhattan Community Districts 8 und gilt als eine der repräsentativsten Wohngegenden der Upper East Side. Der nördliche Teil des Viertels wurde einst als das weniger elegante Ende der East Side angesehen, wurde aber inzwischen durch die dortigen Museen und Restaurants aufgewertet. Darüber hinaus haben sowohl Andrew Carnegie, Marjorie Merriweather Post, Margaret Rockefeller Strong als auch John Hay Whitney ihre Häuser nördlich der 90th Street erbaut.

## Geschichte

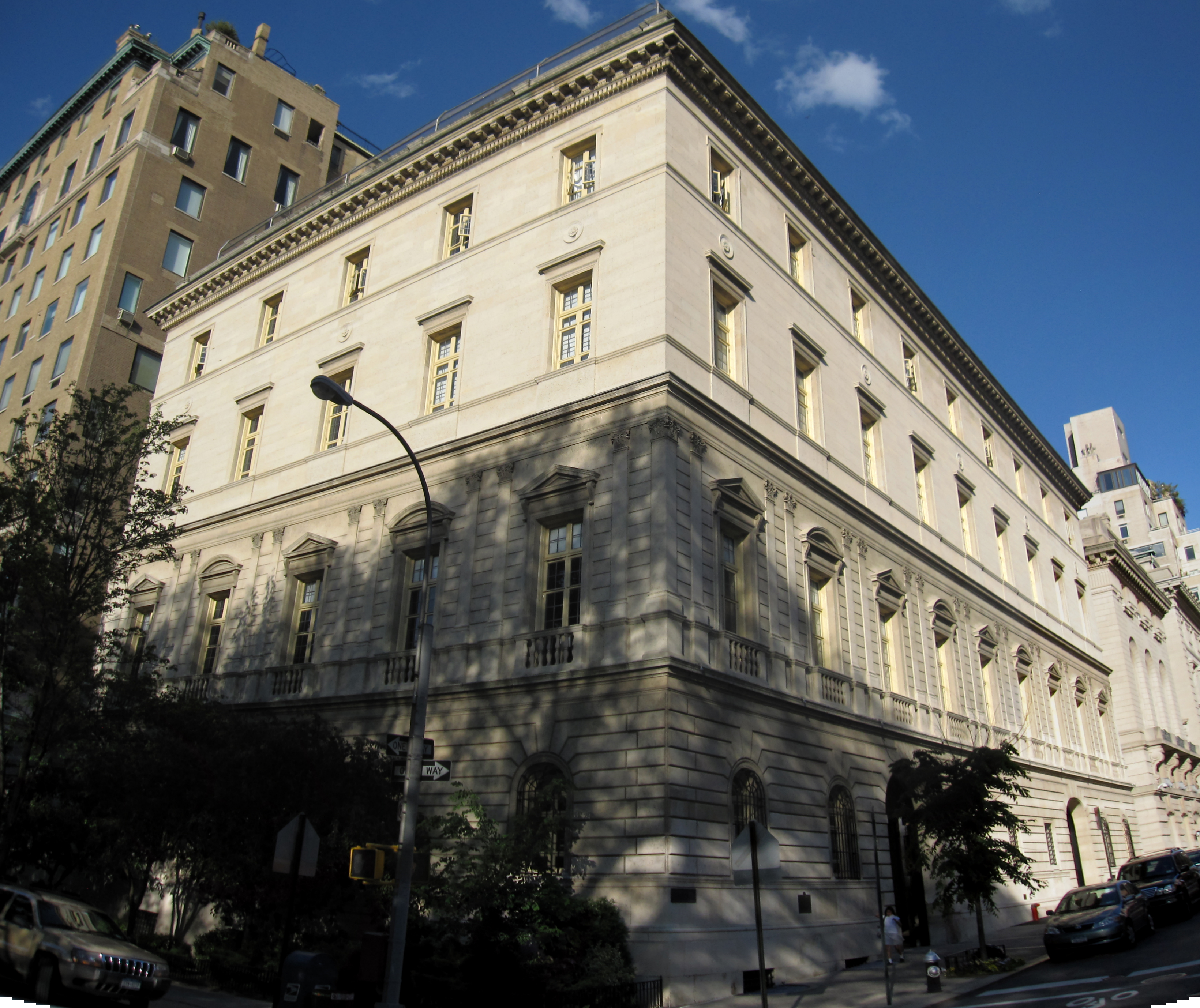
Das Otto-H.-Kahn-Haus an der Fifth Avenue und 91st Street

Carnegie Hill wurde nach dem Herrenhaus von Andrew Carnegie benannt, das dieser an der Fifth Avenue und 91st Street 1901 erbaute. Heute beherbergt dieses Gebäude das Cooper Hewitt Museum für Design der Smithsonian Institution. Auf der 91st Street liegt direkt gegenüber das Otto-H.-Kahn-Haus, im Stile eines florentinischen Palazzos, in dem heute das Convent of the Sacred Heart untergebracht ist. Eine Reihe weiterer Bürgerhäuser in dieser Gegend wurden in Schulen umgenutzt wie etwa das William Goadby and Florence Baker Loew House auf der 93rd Street durch die Spence School oder das Virginia Graham Fair Vanderbilt House durch das Lycée Français.

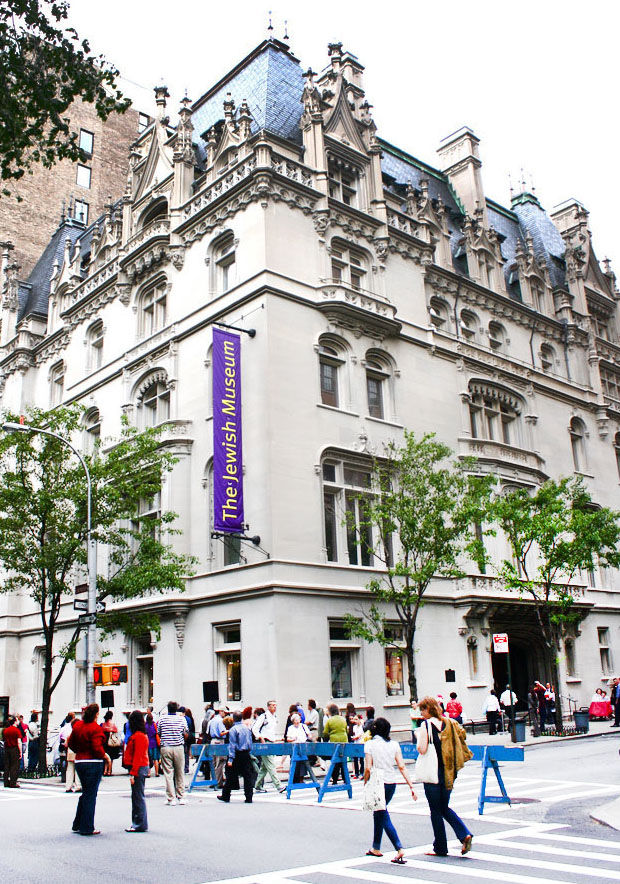
Das Jewish Museum, das seit 1947 im Felix-Warburg-Herrenhaus untergebracht ist

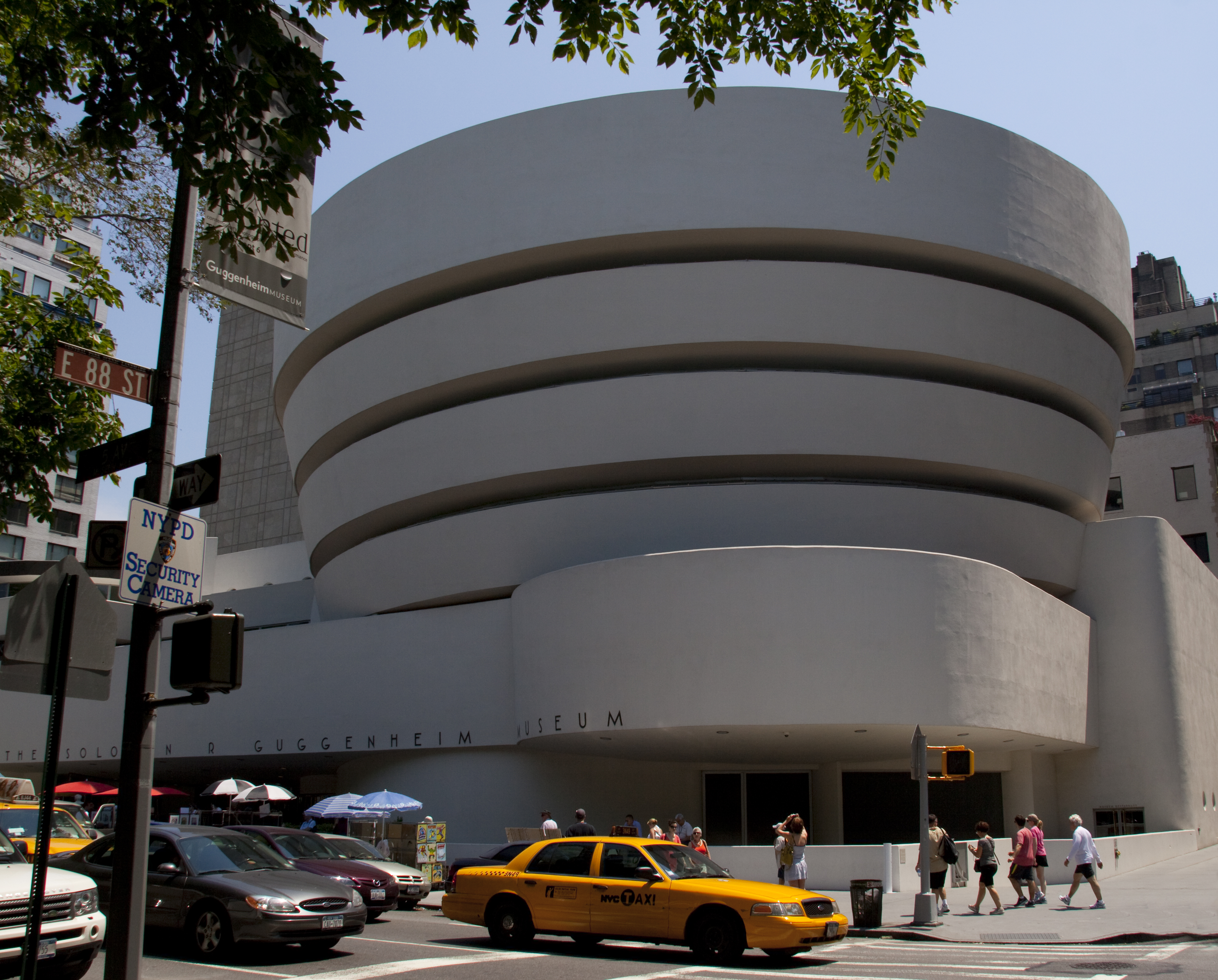
Das Guggenheim-Museum, das von Frank Lloyd Wright entworfen und 1959 eröffnet wurde

Die Architektur dieses Viertels umfasst Gebäude mit Mietwohnungen entlang der Park Avenue und Fifth Avenue, Reihenhäuser in den Seitenstraßen, Eigentumswohnungen, genossenschaftlicher Wohnungsbau und eine Handvoll Herrenhäuser, die heute z. B. das Jewish Museum, die National Academy of Design oder die Dalton School beheimaten. Von den 1950er Jahren bis 1991 war die National Audubon Society im Willard-Straight-Haus beheimatet, einem Rotklinker-Stadthaus im Colonial-Revival-Stil an der 1130 Fifth Avenue. Nach deren Umzug nach NoHo zog das International Center of Photography ein, bis es nach Midtown Manhattan in die Nähe des Bryant Park umsiedelte. Seit 2001 wird das Gebäude wieder privat genutzt.
An der Fifth Avenue in Carnegie Hill befinden sich eine Reihe von Museen, die zusammen die „Museum Mile“ bilden. Den Anfang auf der Museum Mile macht das Metropolitan Museum of Art an der 82nd Street noch südlich von Carnegie Hill. Innerhalb des Viertels befinden sich dann die Neue Galerie an der 86th Street, das Solomon R. Guggenheim Museum an der 88th Street, das National Academy Museum an der 89th Street, das Cooper Hewitt Museum an der 91st Street und das Jewish Museum an der 92nd Street, das sich seit 1947 in der ehemaligen herrschaftlichen Residenz von Felix Warburg befindet. 1989 wurde der modernistische Anbau des Jewish Museum von 1963 abgerissen und stattdessen ein Erweiterungsbau gebaut, dessen Erscheinungsbild dem Haupthaus angepasst wurde, dessen Fassade Stilelemente der französischen Gotik zitiert. Den Abschluss der „Museum Mile“ bilden nördlich von Carnegie Hill das Museum of the City of New York an der 103rd Street und schließlich das El Museo del Barrio an der 104th Street. Darüber hinaus befinden sich auf der „Museum Mile“ auch das Goethe-Institut an der 83rd Street und ganz in der Nähe der „Museum Mile“ im Stadthaus 9 East 89th die New York Road Runners – in einem Block, der manchmal auch „Fred Lebow Place“ genannt wird.

## Denkmalpflege
Erstmals wurde der Carnegie Hill Historic District am 23. Juli 1974 von der Landmarks Preservation Commission ausgewiesen und am 21. Dezember 1993 erweitert. Er reicht von der 86th Street im Süden bis knapp nördlich der 98th Street im Norden. Seine westliche Grenze ist der Central Park und seine östliche Grenze ist teils die Madison Avenue und teil weiter östlich die Lexington Avenue. Die Grenzen des Carnegie Hill Historic Districts verlaufen somit nach der offiziellen Festlegung des Denkmalschutzes ähnlich wie auch die Grenzen des Viertels in Form eines unregelmäßigen Rechtecks, wobei sich die nördliche Grenze, die traditionell die 96th Street war, leicht nördlich in die Gegend des früheren Spanish Harlem verschoben hat.
Es gibt Bemühungen, um diesen Denkmalbezirk erneut zu vergrößern, um noch andere historische Bauten zu schützen – wie etwa das Haus 179 East 93rd Street, wo die Marx Brothers aufwuchsen. Unter den Befürwortern befinden sich die 93rd Street Beautification Association oder die Carnegie Hill Neighbors, eine Organisation, die die Gründung des Historic Districts angeregt hat und sich um die Erhaltung des Charakters des Viertels bemüht. In ihrem über 30-jährigen Einsatz haben die Carnegie Hill Neighbors viele Auseinandersetzungen geführt, um Bauvorhaben, die z. B. die überwiegend niedrige Bebauung der Gegend gestört hätten, zu verhindern.